# Derogacja (prawa człowieka)
Derogacja w międzynarodowym systemie ochrony praw człowieka oznacza tymczasowe zawieszenie wykonywania zobowiązań nałożonych na państwo-stronę umowy międzynarodowej z dziedziny ochrony praw człowieka. Derogacja zobowiązań jest możliwa pod ściśle określonymi warunkami - przeważnie jest to wyjątkowe niebezpieczeństwo publiczne zagrażające istnieniu narodu i ogłoszone urzędowo. W klauzuli derogacyjnej znajduje się też zawsze katalog praw niederogowalnych, czyli takich, których wykonywania państwo nie może zaprzestać. 

## Międzynarodowy Pakt Praw Obywatelskich i Politycznych (1966)
Przepisy regulujące sposób stosowania derogacji przez państwa-strony Państwa-strony MPPOiP znajdują się w artykule 4 Paktu.
Sygnatariusz Paktu może skorzystać z klauzuli derogacyjnej jedynie w sytuacji urzędowo ogłoszonego niebezpieczeństwa publicznego, które może zagrozić istnieniu narodu. Zawieszenie wykonywania praw następuje w zakresie ściśle odpowiadającym wymogom sytuacji, nie może też pociągać za sobą dyskryminacji wyłącznie z powodu rasy, koloru skóry, płci, języka, religii lub pochodzenia społecznego. O korzystaniu z prawa do zawieszenia stosowania zobowiązań państwo musi niezwłocznie poinformować pozostałe państwa-strony Paktu za pośrednictwem Sekretarza Generalnego ONZ.
Katalog praw niederogowalnych w Międzynarodowym Pakcie Praw Obywatelskich i Politycznych obejmuje:
- prawo do życia
- zakaz wydawania i wykonywania kary śmierci za przestępstwa nie będące najcięższymi zbrodniami
- zakaz wydawania i wykonywania kary śmierci na podstawie nieprawomocnego wyroku sądu
- zakaz ludobójstwa
- prawo skazanego na śmierć do ubiegania się o ułaskawienie lub zmianę kary
- prawo skazanego na śmierć do amnestii, ułaskawienia lub zmiany kary
- zakaz wydawania wyroków śmierci za przestępstwa popełnione przez osoby poniżej 18 lat
- zakaz wykonywania wyroków śmierci na kobietach ciężarnych
- zakaz tortur lub okrutnego, nieludzkiego albo poniżającego traktowania
- zakaz niewolnictwa, handlu niewolnikami i poddaństwa
- zakaz pozbawiania wolności jedynie z powodu niemożności wywiązania się ze zobowiązań umownych
- zakaz retroaktywności prawa
- prawo do podmiotowości prawnej
- prawo do wolności myśli, sumienia i wyznania oraz ich uzewnętrzniania

## Konwencja o ochronie praw człowieka i podstawowych wolności (1950)
Europejska Konwencja Praw Człowieka, uchwalona na forum Rady Europy, zezwala na derogację wykonywania zobowiązań przez sygnatariuszy w przypadku wojny lub innego niebezpieczeństwa publicznego zagrażającego życiu narodu. Państwo składa stosowną deklarację, zawierającą powody i środki podjęte przy derogacji zobowiązań, Sekretarzowi Generalnemu Rady Europy. Również poprzez złożenie Sekretarzowi Generalnemu deklaracji państwo informuje następnie o terminie przywrócenia wykonywania praw uprzednio derogowanych. 
Katalog praw niederogowalnych w EKPC obejmuje:  
- prawo do życia
- zakaz wykonywania kary śmierci bez wyroku sądu
- zakaz tortur ani nieludzkiego lub poniżającego traktowania albo karania
- zakaz niewolnictwa i poddaństwa
- zakaz retroaktywności prawa